# Ami Namai
Ami Namai (生井 亜実, Namai Ami) (Hokkaido, Japão, 25 de maio de 1982) é uma atriz japonesa.

## Filmografia

### Filmes
| Ano  | Título original                                         | Título em português | Papel          | Observações |
| 2009 | Hitori Kakurenbo                                        |                     |                |             |
| 2009 | Kamen Rider × Kamen Rider W & Decade: Movie War 2010    |                     | Saeko Sonozaki |             |
| 2010 | Kamen Rider W Forever: A to Z/The Gaia Memories of Fate |                     | Saeko Sonozaki |             |

### Televisão
| Ano  | Título original      | Título em português | Papel | Observações |
| 2004 | Kanojo ga Shinjyatta |                     |       | NTV, ep-1   |
| 2004 | Orange Days          |                     |       | TBS, ep-1   |

### Tokusatsu
| Ano       | Título original | Título em português | Papel          | Observações |
| 2009-2010 | Kamen Rider W   |                     | Saeko Sonozaki | TV Asahi    |